# نفاق

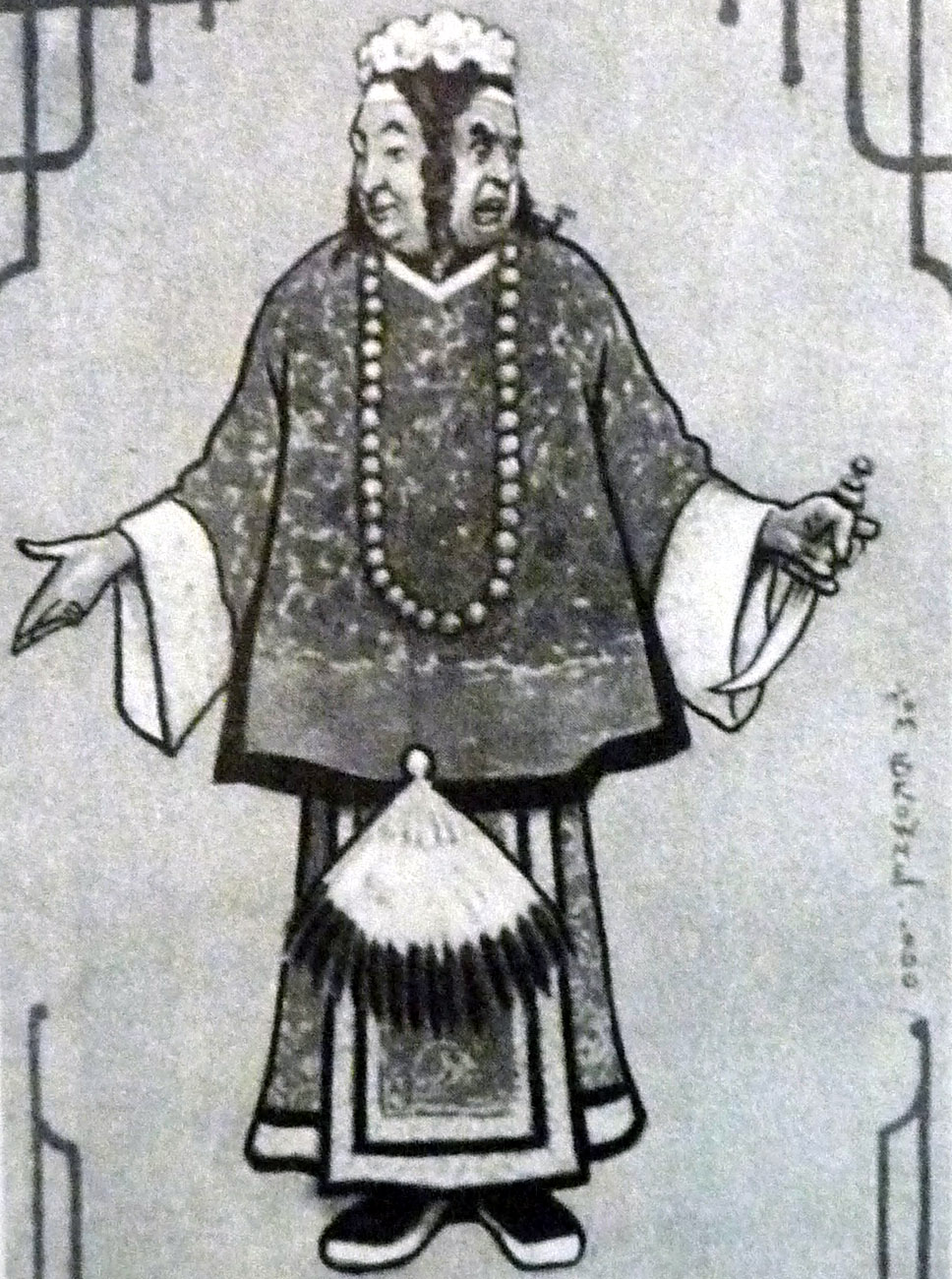

النفاق هو التظاهر باتباع الفضيلة والأخلاق الحسنة الحميدة وإضمار السمة والنزعات الحقيقية للشخصية المنطوية على غير الظاهر منها. يكثر استخدام النفاق في إطار الأخلاقيات والأديان وهو أمر منبوذ، وهو عكس الإخلاص. يشتق اللفظ الإنجليزي للكلمة Hypocrisy وفق روايتين، الأولى من اللفظ الإغريقي ὑυπόκρισις بمعنى الجبن أو التمثيل؛ أما الرواية الأخرى فتقسم الكلمة إلى مقطعين: الأول -hypo بمعنى تحت، والثاني من الفعل krinein بمعنى محّص أو قرّر؛ بالتالي فإن المعنى يوحي بالعجز عن اتخاذ القرار.

## اقرأ أيضاً
- نفاق (إسلام)